# 水原央
水原 央（みずはら よう、1982年11月15日 - ）は、日本の劇作家、演出家。東京都生まれ。
演劇のほか、ライターとして書籍・雑誌などの執筆も行っている。

## 演劇
東京大学理学部数学科の学生であった2001年冬より、友人の誘いで早稲田大学で学生ミュージカル劇団に参加。2003年からは同大の学生だったタレントの三井智映子、俳優の清水裕明など友人らとミュージカル劇団を旗揚げした。
2003年秋、元宝塚トップスター上原まりによる小泉八雲作「雪女」「耳なし芳一」の琵琶語り公演（銀座博品館劇場）で演出に起用され、プロデビュー。以後、上原まり琵琶語りCDシリーズ「源氏物語」のディレクターをつとめた。
以後、朗読劇や古典文学を題材にした作品を脚本、演出している。
- 2004年、2005年の8月15日には東京都港区主催の終戦の日行事で朗読会「声に出す祈り」を構成・演出。
- 2006年10月11日 - 15日銀座博品館劇場にて上演された「源氏物語 百花撩乱」第壱部で演出。
- 2006年11月1日 - 5日上記公演の第弐部、朗読劇「うき身を醒めぬ ゆめになしても」脚本[1]。瀬戸内源氏の桐壺から葵までをベースに瀬戸内作の小説「藤壺」、「女人源氏物語」を織り交ぜた構成を行った。出演は初風緑（光源氏）、月影瞳（藤壺・若紫）、松本紀保（紫式部）、汐風幸（王命婦・葵）。
- 2007年10月17日表参道銕仙会能楽研修所にて「秘花」脚本・演出[2]。原作は瀬戸内寂聴が世阿弥の晩年を描いた小説。朗読と能の謡を組み合せた舞台で、平成十九年度文化庁芸術祭参加公演。出演はナレーターの飯島晶子、声優の筈見純、観世流シテ方の柴田稔、高安流大鼓方の佃良太郎。

## 執筆・ラジオ出演など
- 文芸誌すばる2006年4月号にエッセイ「これは演劇の話です。」が掲載されたが、内容の大半は演劇のことではなく、小澤征爾、ロストロポーヴィチの2大巨匠音楽家と飲み明かした体験談である。
- 2007年4月から、JFNラジオ番組「百万人の源氏物語」にアナウンサーの近藤サトと共にレギュラー出演。
- 2007年11月6日東京新聞および中日新聞に「政治の言葉、源氏の言葉」と題するエッセイが掲載され、源氏物語に見られる言葉の工夫に対して、現代の政治家の説明不足、言葉の貧弱さを指摘した。
- 2008年1月26日J-WAVEラジオ番組MODAISTA"T-style cafe"にゲスト出演。源氏物語について語る。
- 2008年11月1日読売新聞の「古典の日」の広告特集にインタビューが掲載される。他にはドナルド・キーン、斉藤孝、女優の柴本幸。
- 2009年4月から、JFNラジオ番組「名言3・6・5〜日々是論語〜」でパーソナリティを務める。毎回ひとつ、論語の格言を取り上げ、日常生活や時事問題と絡めて解説した。
- 2013年8月から、ウェブ媒体日経ビジネスオンラインで防災コラム「渡辺実のぶらり防災・危機管理」のライターをつとめる。防災の専門家、まちづくり計画研究所所長の渡辺実と気象庁を訪ねるなどした。

## 出版物
- すばる2006年4月号 エッセイ「これは演劇の話です。」
- 「寂聴と磨く『源氏力』　全五十四帖一気読み」（「百万人の源氏物語」委員会・著、集英社新書、2008年11月14日発売）
- 「The寂聴」第5号 特集の町家の記事や京都を舞台にした小説や映画の紹介を寄稿している。
- 「幻の楽器　ヴィオラ・アルタ物語」（平野真敏・著、集英社新書、2013年1月22日）
- 「東海村・村長の「脱原発」論」（村上達也、神保哲生・著、集英社新書、2013年8月21日）

## 映像作品
- 中央区平和祈念バーチャルミュージアム内、平和絵本「お父さんは写真屋さん」「赤ちゃんと防空壕」「次郎の疎開」脚本
- ベネッセドーム「ビッグバン〜宇宙の誕生〜」脚本（プラネタリウム作品）
- プラネタリウム作品「はるかなる木星へ」脚本（エクスプローラーズ・ジャパン配給）

## CD
- 「瀬戸内寂聴訳 源氏物語」朗読・琵琶演奏：上原まり（全6枚）キングレコード
- 「声にして楽しむ源氏物語」NPO日本朗読文化協会編、キングレコード